# Sân bay Manakara
Sân bay Manakara (IATA: WVK, ICAO: FMSK) là một sân bay ở Manakara, Madagascar.

## Hãng hàng không và điểm đến
| Hãng hàng không | Các điểm đến |
| --------------- | ------------ |
| Air Madagascar  | Antananarivo |